# Ball de Valencians de Reus
El Ball de Valencians de Reus és un ball del Seguici Festiu de la ciutat que surt per la Festa Major i per les Festes de Misericòrdia al mes de setembre.
Està documentat a Reus per primera vegada el 1683, amb motiu de les Festes de la Mare de Déu de Misericòrdia. Les descripcions del ball diuen que feien diferents figures que acabaven amb torres de cinc, sis i set pisos. Un memorial que descriu les Festes de Misericòrdia de 1792, parla de les torres. Joan Amades recull aquesta notícia d'uns manuscrits de començaments del segle XIX: "Lo ball de Valencians amb dos homens, lo un sobre de l'altre de peus drets y a sobre dels dos homens un noi a peus dret, y un home que toca la gralla y un altre que toca lo timbal".
El Ball de valencians es considera un precedent dels Castells, ja que sembla que l'evolució de les figures finals de la dansa, les "torretes", a poc a poc van anar agafant importància i van convertir-se en actuació sense ball. Està estretament vinculat amb les moixigangues
La indumentària del Ball de Valencians és com la dels Bastoners camisa blanca, faldellí sobre pantalons, camalls de cascavells, espardenyes de pagès, mocador al cap i mocadors de seda lligats a diferents parts del cos que deslliguen per fer diverses figures. La camisa és sempre blanca. Aquest vestuari s'anomena «vestit de blanc», i és el més comú en la majoria de balls del Camp de Tarragona.
La figura més coneguda del ball de valencians és la torre. El Ball de Valencians de Reus fa torres de tres pisos amb tres o quatre baixos, dos balladors al segon pis i un enxaneta al capdamunt. Hi ha constància que el 1810 el ball de valencians de Reus feia el pilar de 3 i el 1814 trobem a Reus la primera notícia d'una construcció de set pisos feta mai a Catalunya, cosa important en l'origen dels castells. A partir de 1850 ha de compartir protagonisme amb els Xiquets de Valls i entra en decadència: només el ballen nens i es deixa de fer la torre, l'última notícia coneguda és del 1887.
Reus va ser la primera ciutat on, en temps recents, es va recuperar el ball de valencians, quan va ser ballat per l'esbart del Bravium el 1959. El 1977 va ser ballat per l'Esbart Ramon Olzina de Vila-seca, del 1981 al 2001 per l'Esbart Baix Camp i des del 2003, a càrrec de la Coordinadora de Dansa de Reus. Antigament les diferents parts del ball no tenien un ordre fix. Això va canviar a partir de la seva recuperació, i ara és un ball més ordenat però menys espontani, ja que no interactua tant amb el públic.
La coreografia del Ball de Valencians proposa un nombre de balladors múltiple de vuit i marca vuit figures anomenades "de cara a cara", "molinets", "passades i mocadors", "estrelles petites", "ponts", "estrella grossa", "el rellotge" i la "torre o castell". Quan l'enxaneta arriba a dalt aixeca una mà i crida "Visca lo nostro patró sant Pere!". Es poden ballar totes les parts del ball o només unes quantes i es pot acabar aixecant un o diversos pilars de dos, un castell o una torre de tres pisos. S'acompanya amb música de gralla i timbal, complementada pel so de les castanyoles que fan sonar els balladors. La música que es toca a Reus, s'assembla al "Toc de castells" en la primera part; hi podrem reconèixer, al final de la segona frase, el fragment que després s'ha convertit en el toc d'aleta.